# Gulf Stream (Floride)
Pour les articles homonymes, voir Gulf Stream et Gulfstream.
Gulf Stream est une ville américaine située dans le comté de Palm Beach en Floride. En 2010, sa population est de 716 habitants.

## Démographie
| 1940 | 1950 | 1960 | 1970 | 1980 | 1990 |
| ---- | ---- | ---- | ---- | ---- | ---- |
| 93   | 163  | 176  | 408  | 475  | 690  |

| 2000 | 2010 | - | - | - | - |
| ---- | ---- | - | - | - | - |
| 716  | 786  | - | - | - | - |